# Torricella Verzate
Torricella Verzate là một đô thị ở tỉnh Pavia trong vùng Lombardia của Ý, có cự ly khoảng 50 km về phía nam của Milan và khoảng 20 km về phía nam của Pavia. Tại thời điểm ngày 31 tháng 12 năm 2004, đô thị này có dân số 829 người và diện tích là 3,6 km².
Torricella Verzate giáp các đô thị sau: Corvino San Quirico, Mornico Losana, Oliva Gessi, Robecco Pavese, Santa Giuletta.